# Ejército Popular Antijaponés de Chahar
El Ejército Popular Antijaponés de Chahar (察哈尔民众抗日同盟军) consistía principalmente en antiguas unidades del Ejército del Noroeste bajo el mando de Feng Yuxiang, tropas del Ejército Resistente a Japón y Salvador de China de Fang Zhenwu, restos de las fuerzas provinciales de Jehol, voluntarios antijaponeses de Manchuria y las fuerzas locales de Chahar y Suiyuan. Incluso el títere japonés Liu Guitang cambió de bando, uniéndose al Ejército Popular Antijaponés de Chahar, al igual que el líder de los bandidos Suiyuan Wang Ying.